# 滑板公園

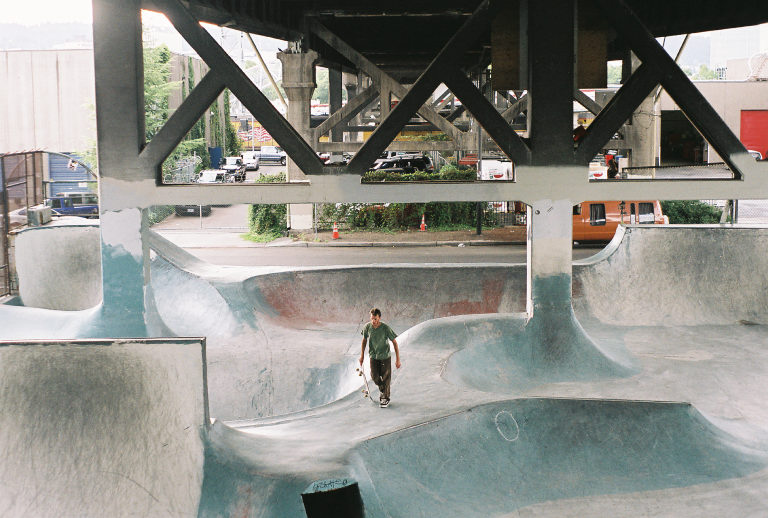
俄勒冈州波特兰的一個滑板公园

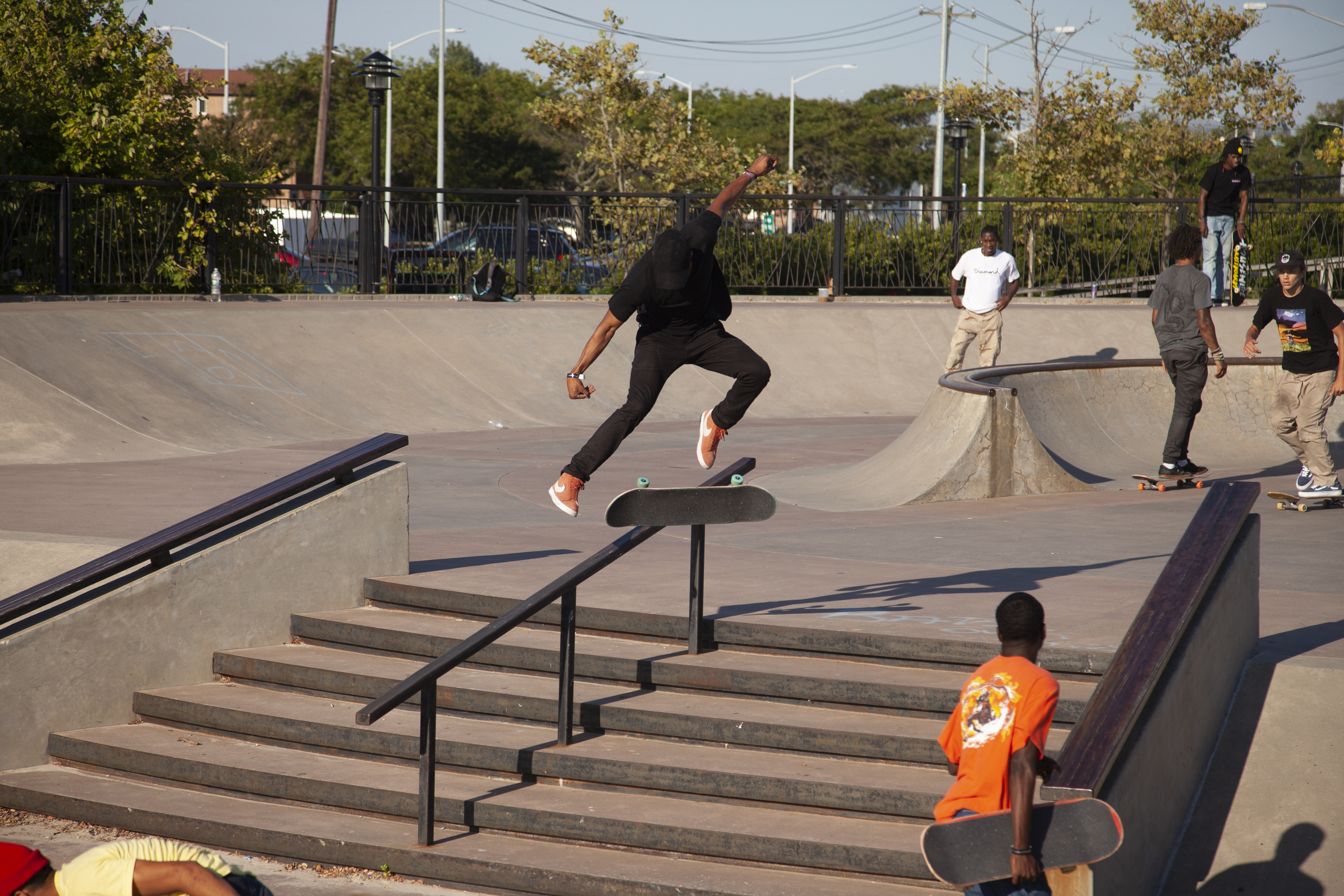
纽约的一個滑板公園

芬兰坦佩雷的一個滑板公園

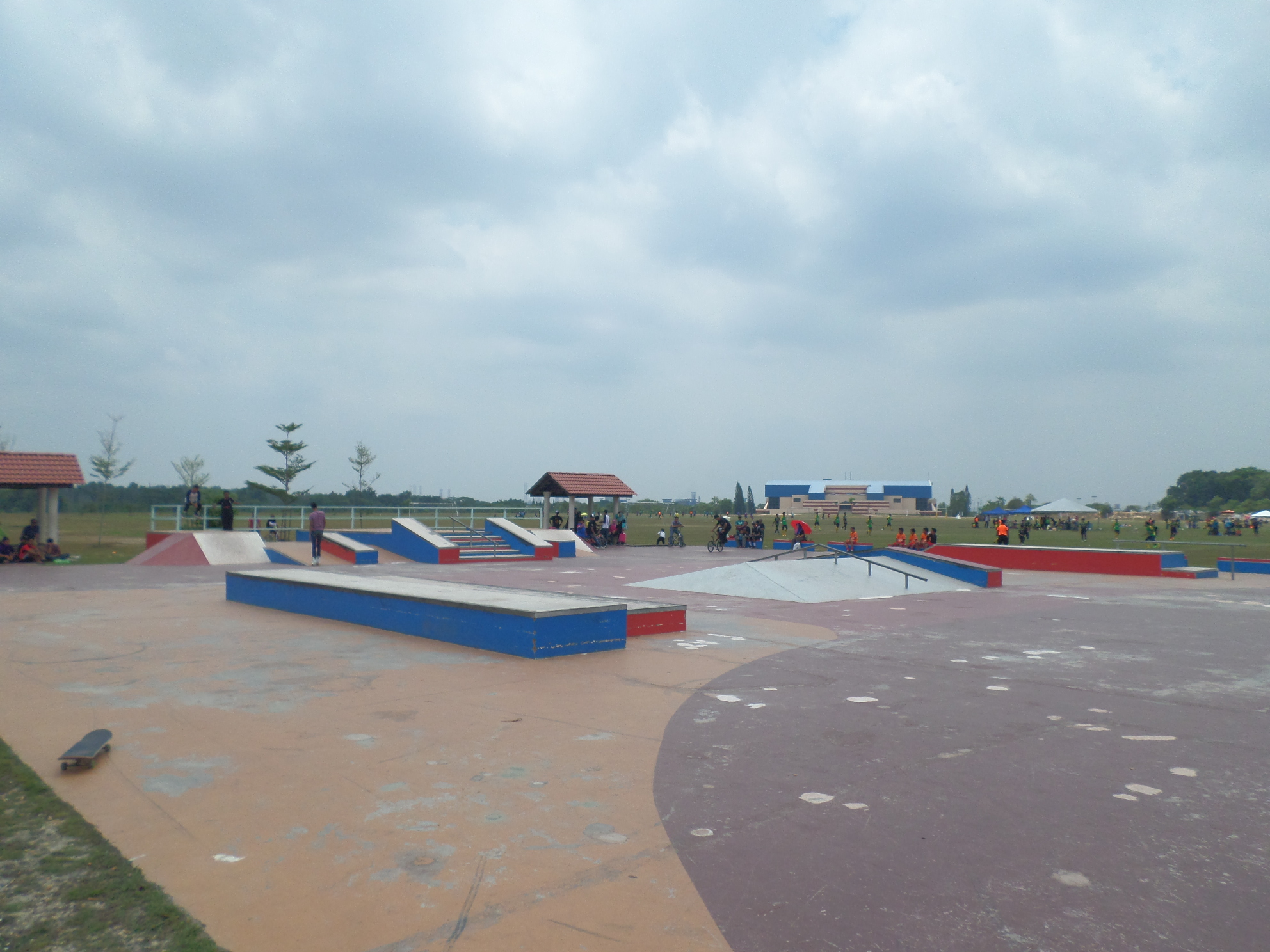
马来西亚柔佛的一個滑板公园

滑板公园是一个专门为滑板活动、小轮车等休閒活動而建造的場所。滑板公园內有扶手、U型池、楼梯等設施。1965年9月3日，世界上第一个滑板公园在美國亚利桑那州图森市开业。

## 滑板的照片

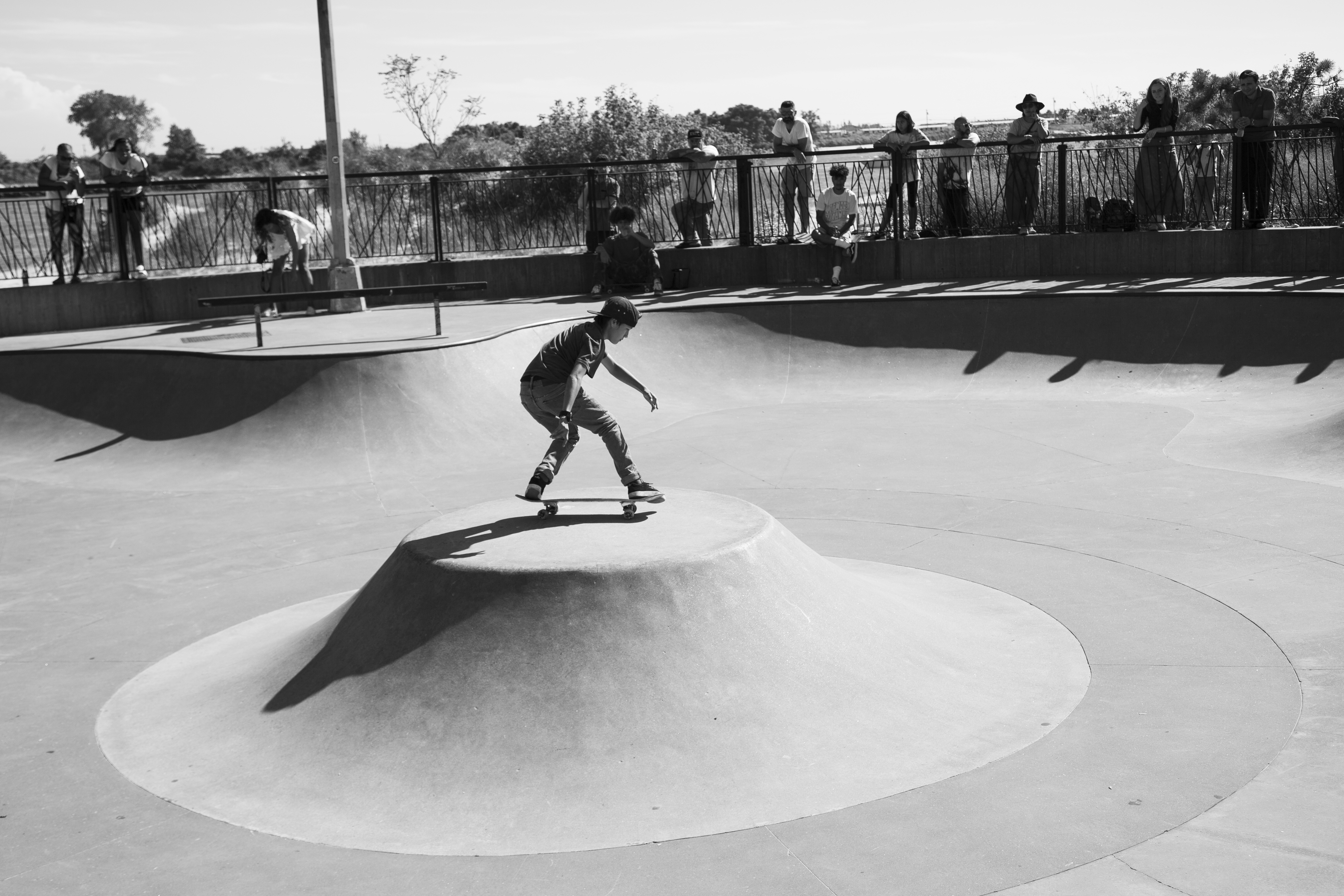
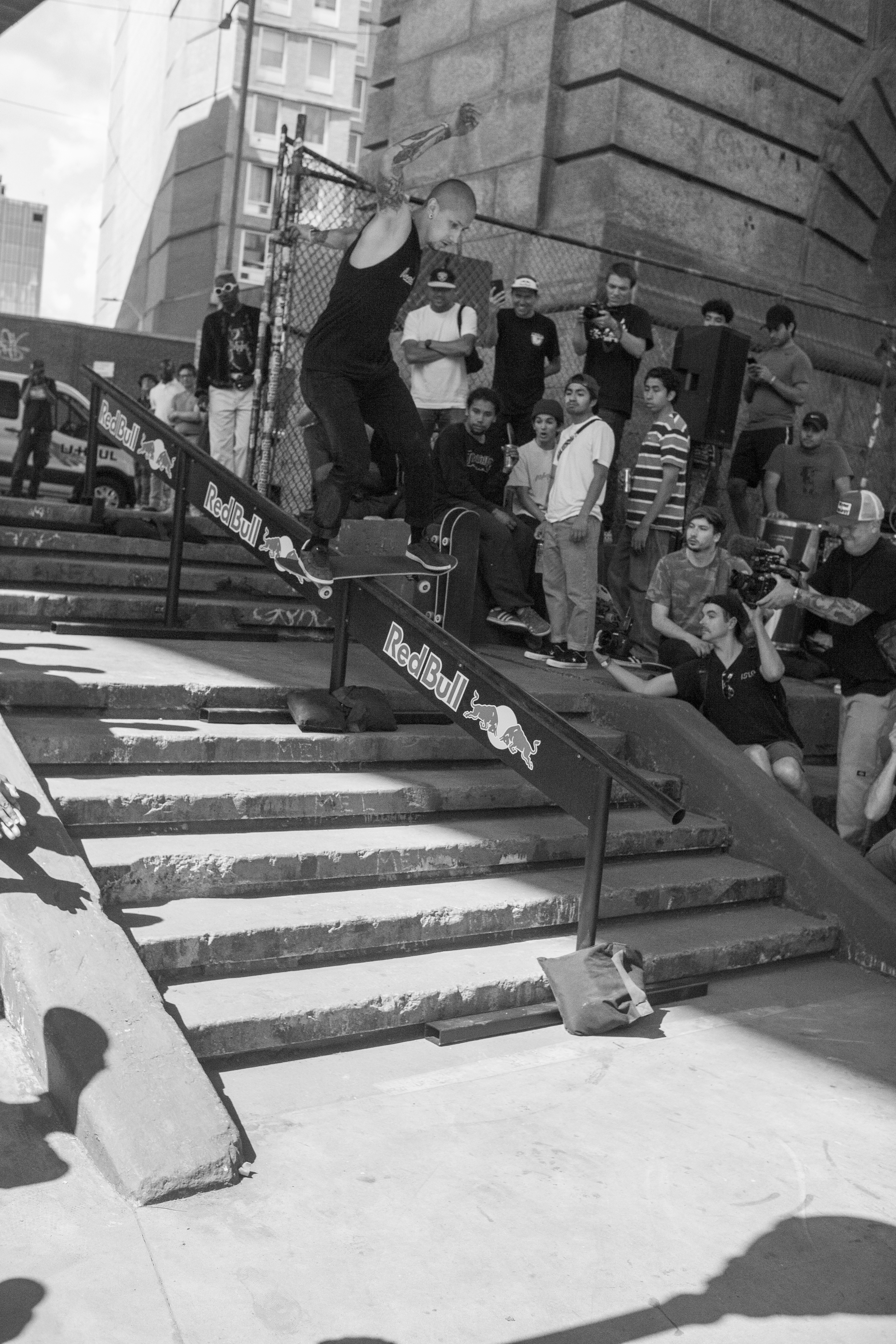
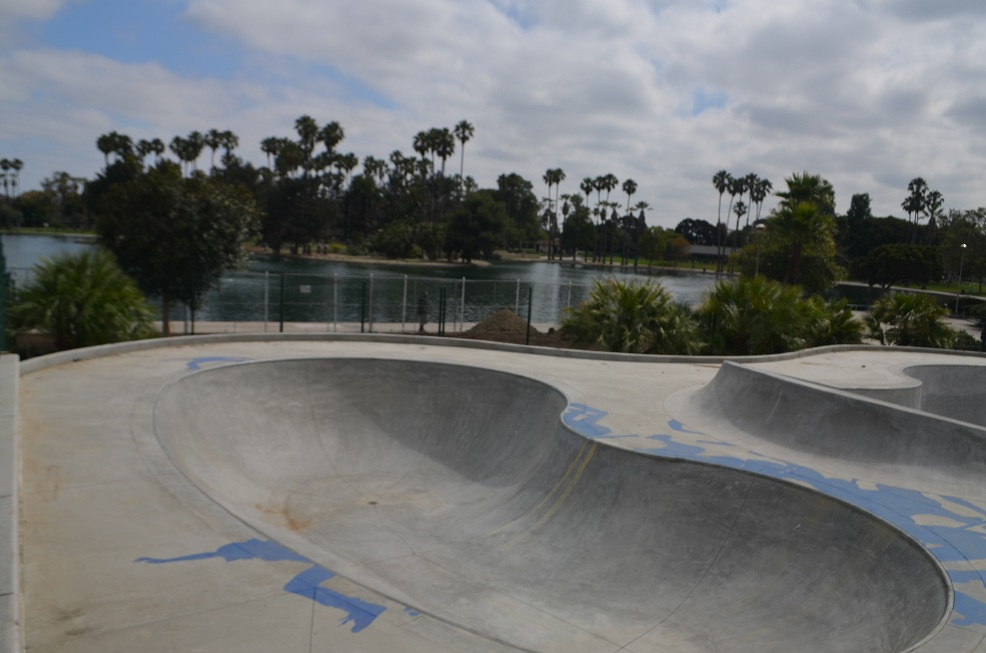
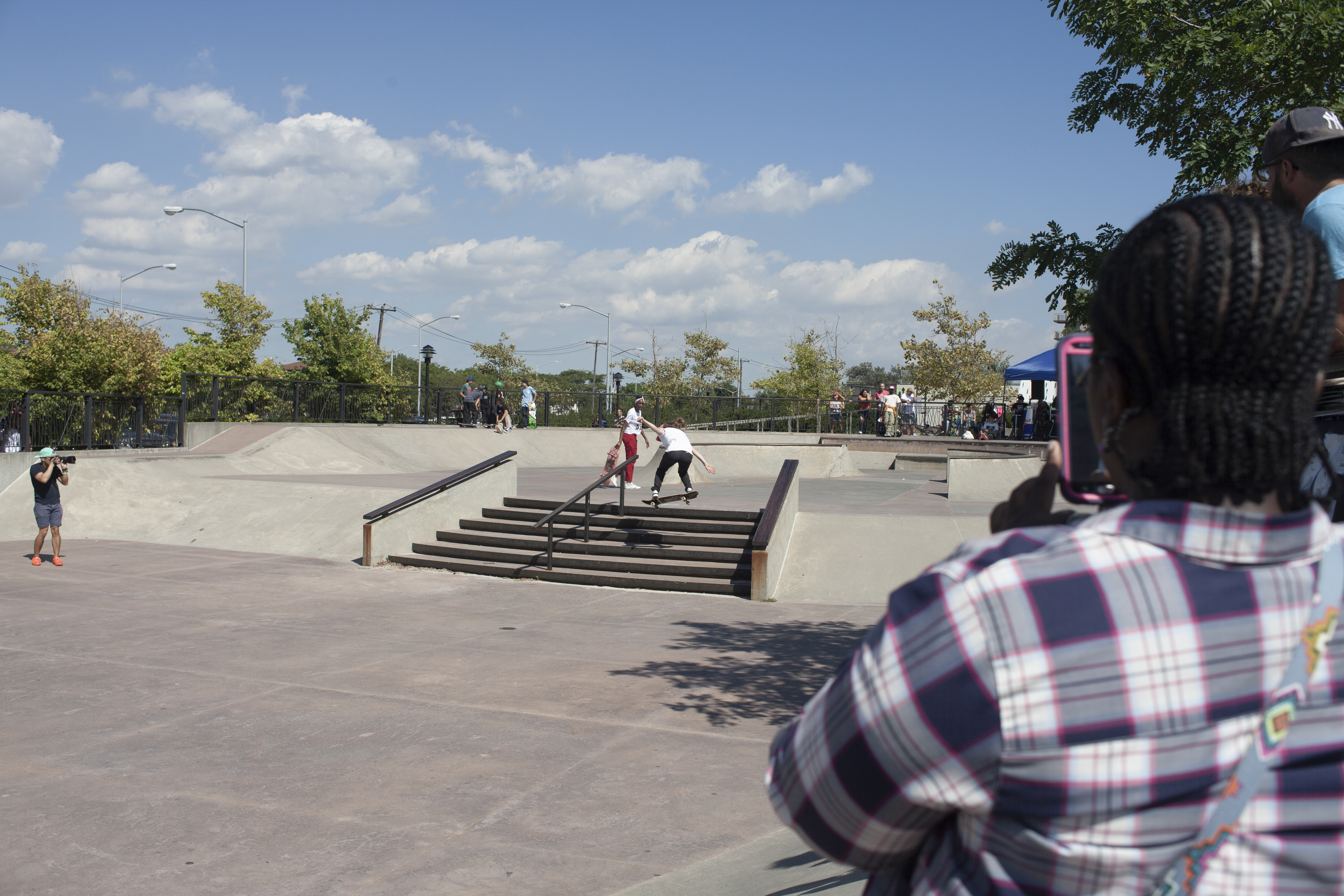
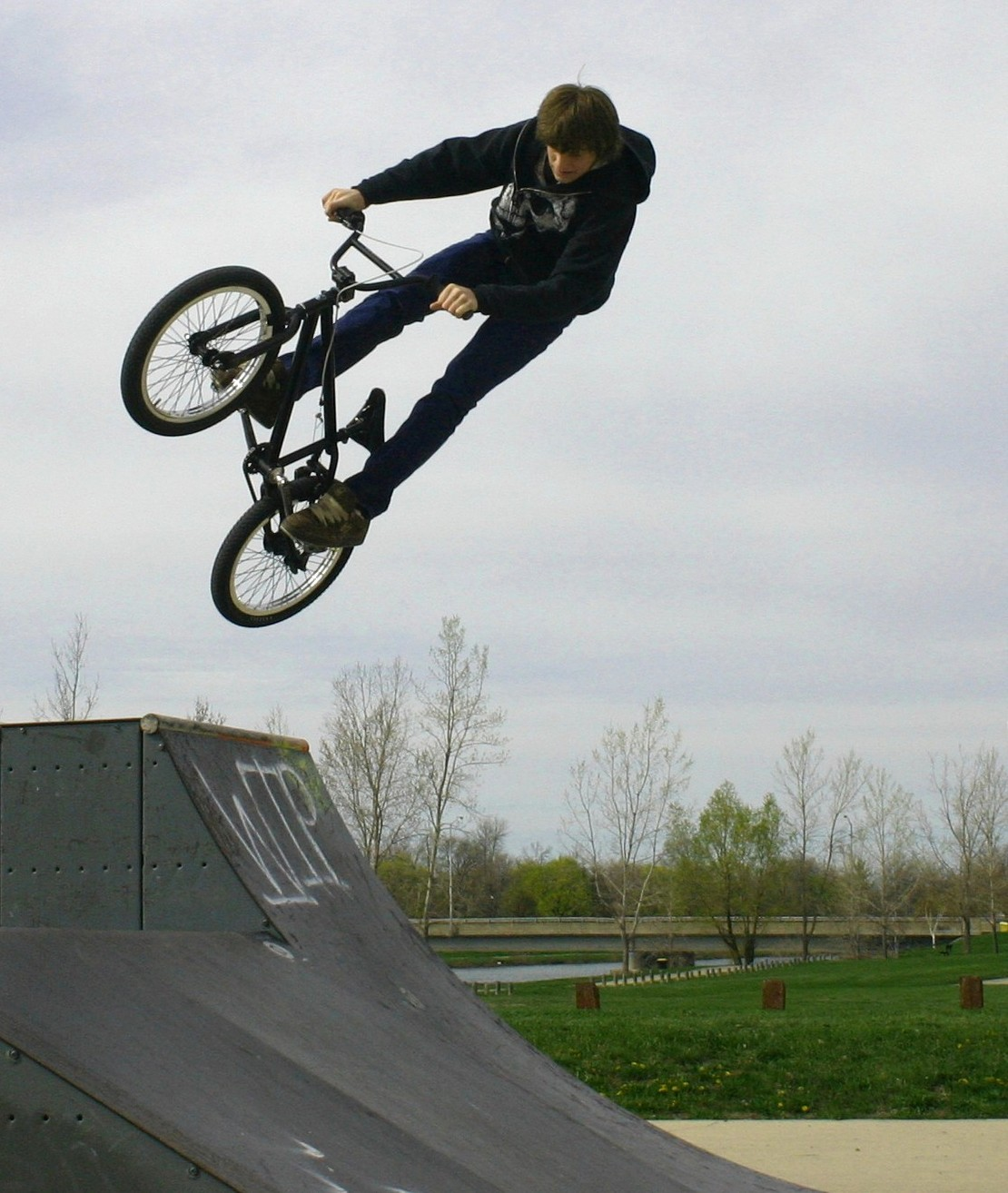
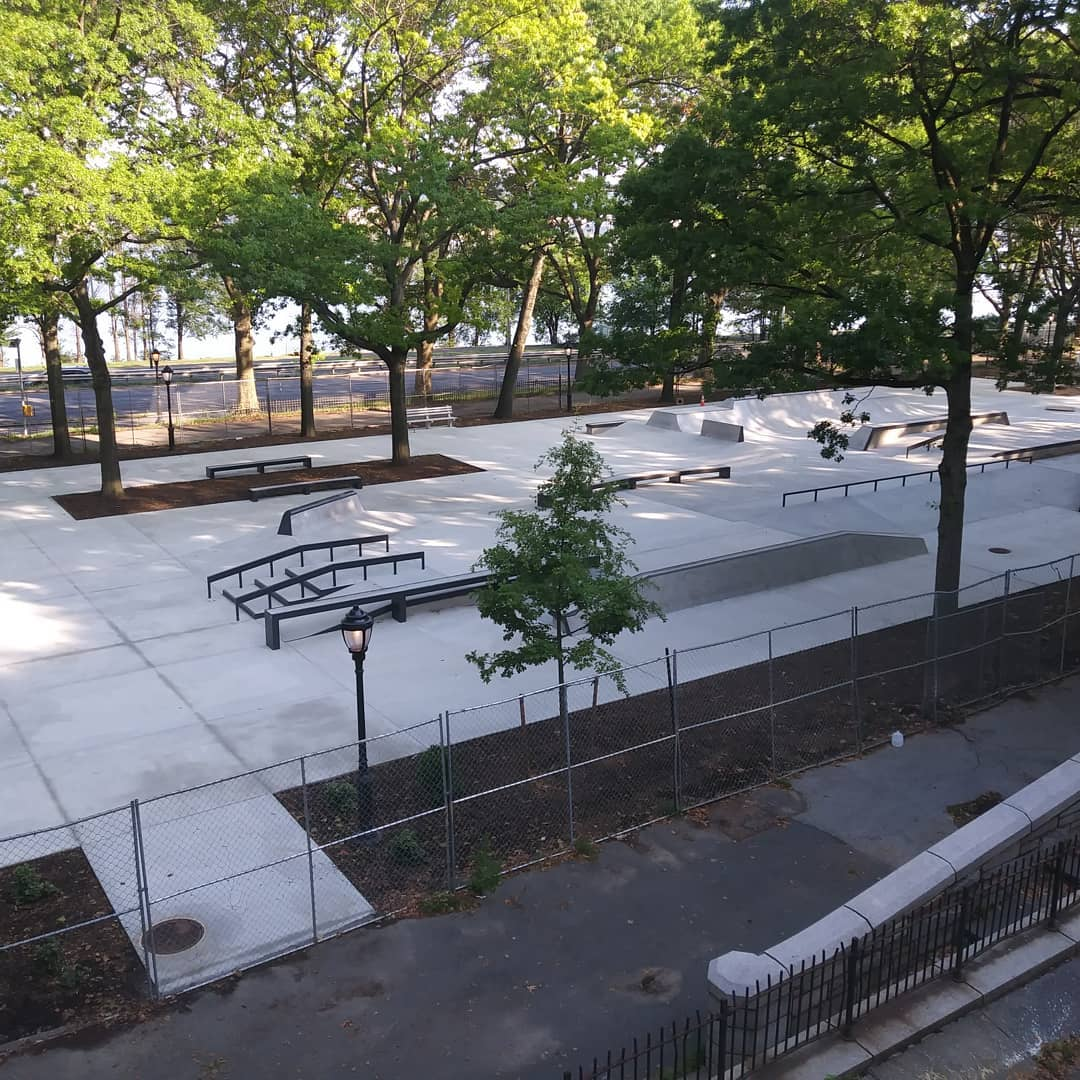
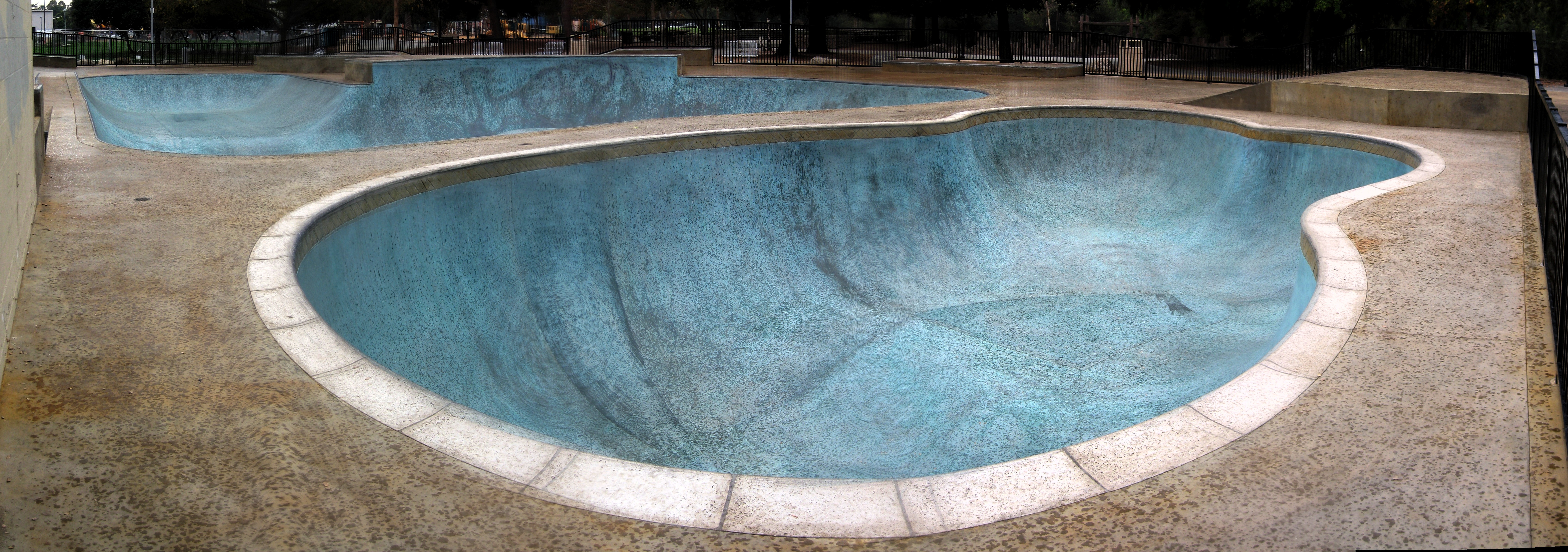
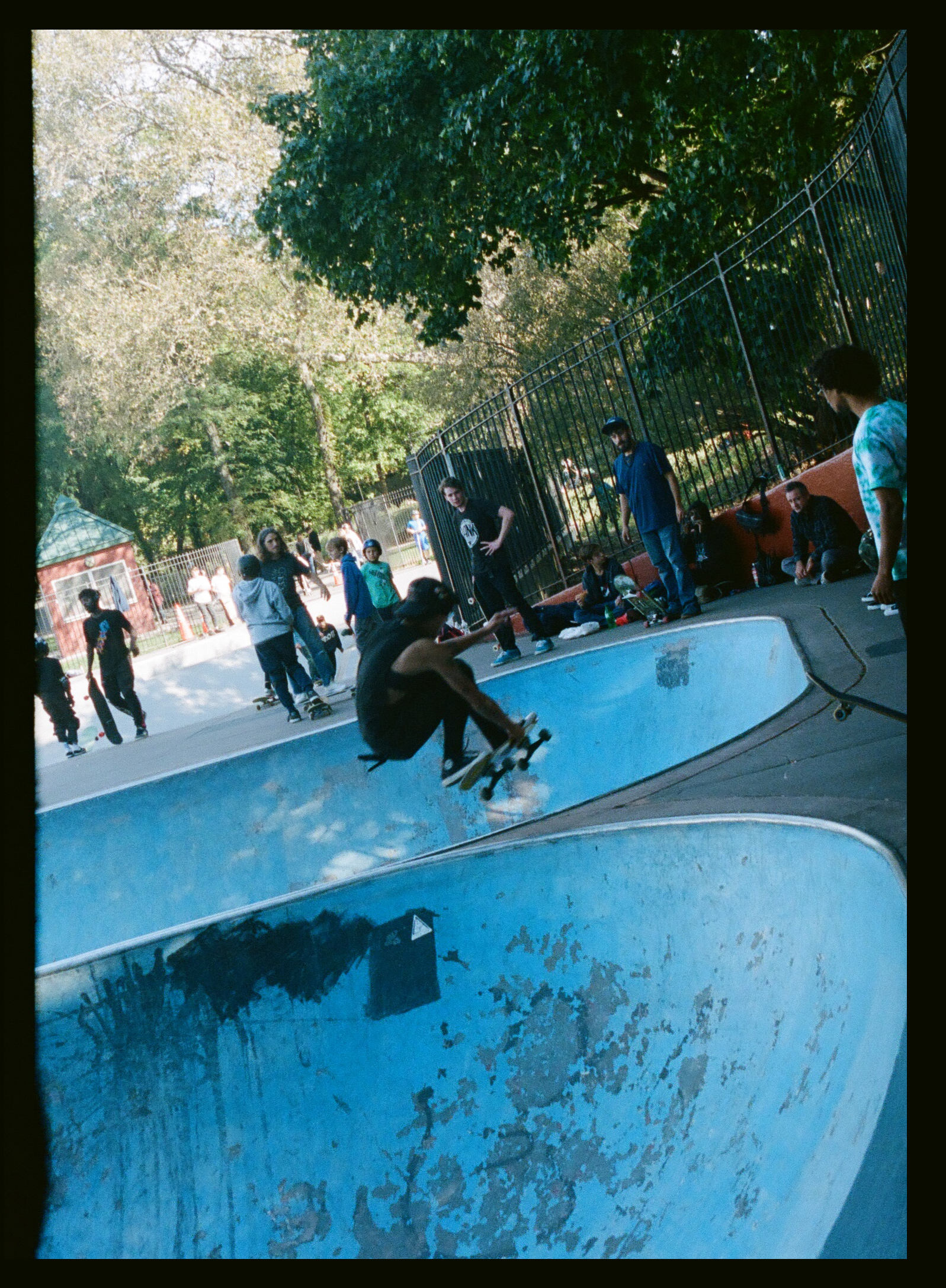
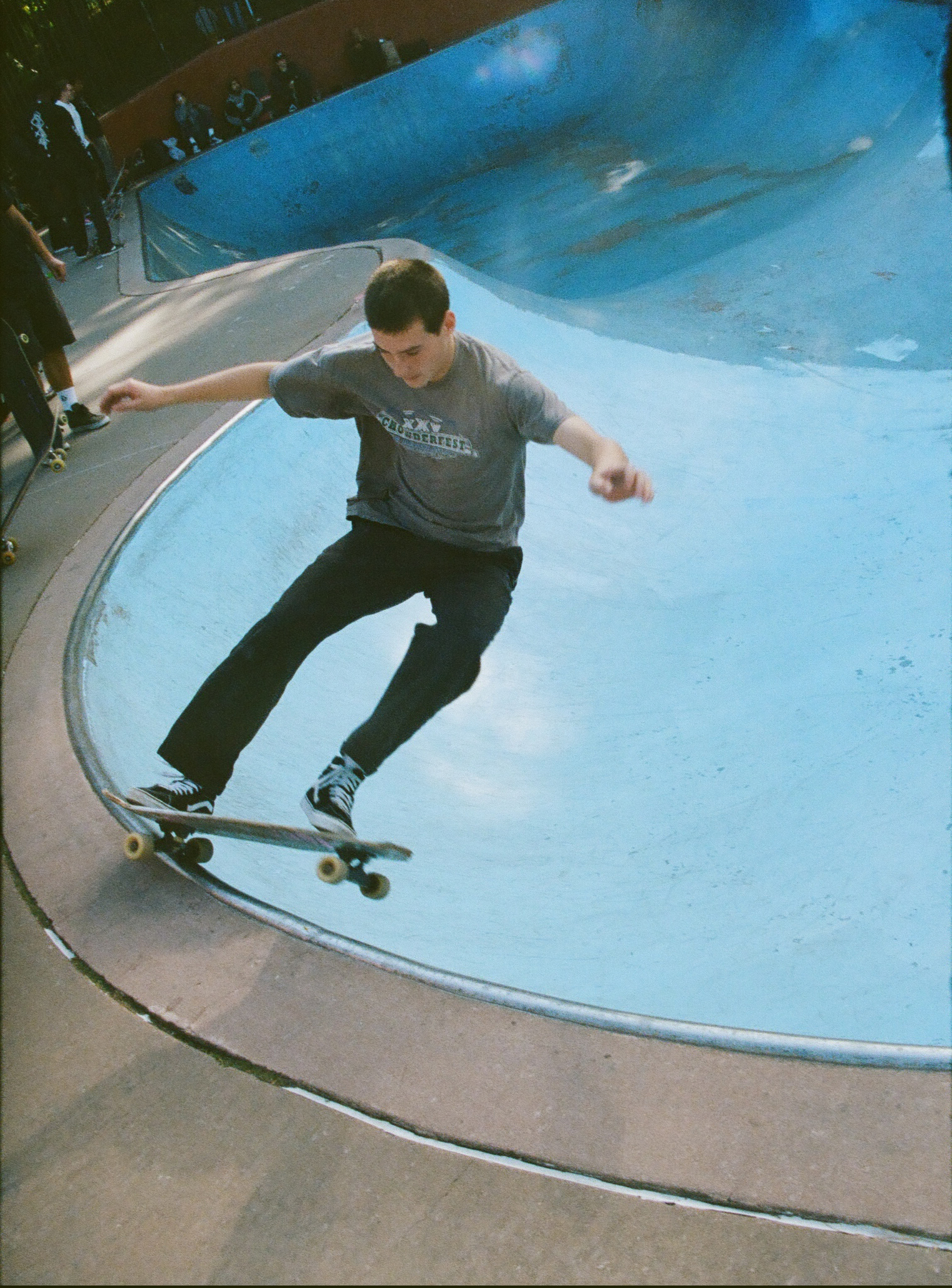
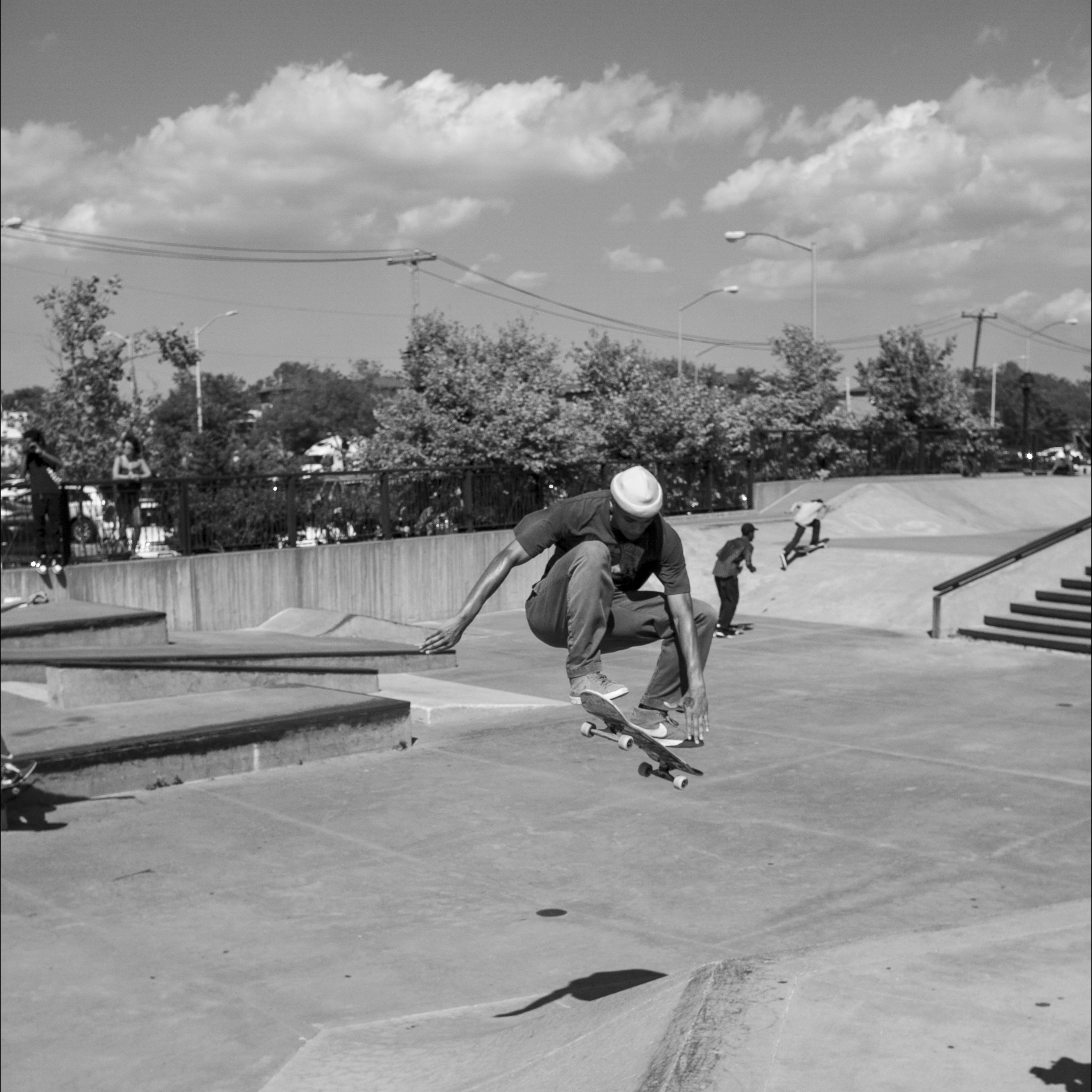
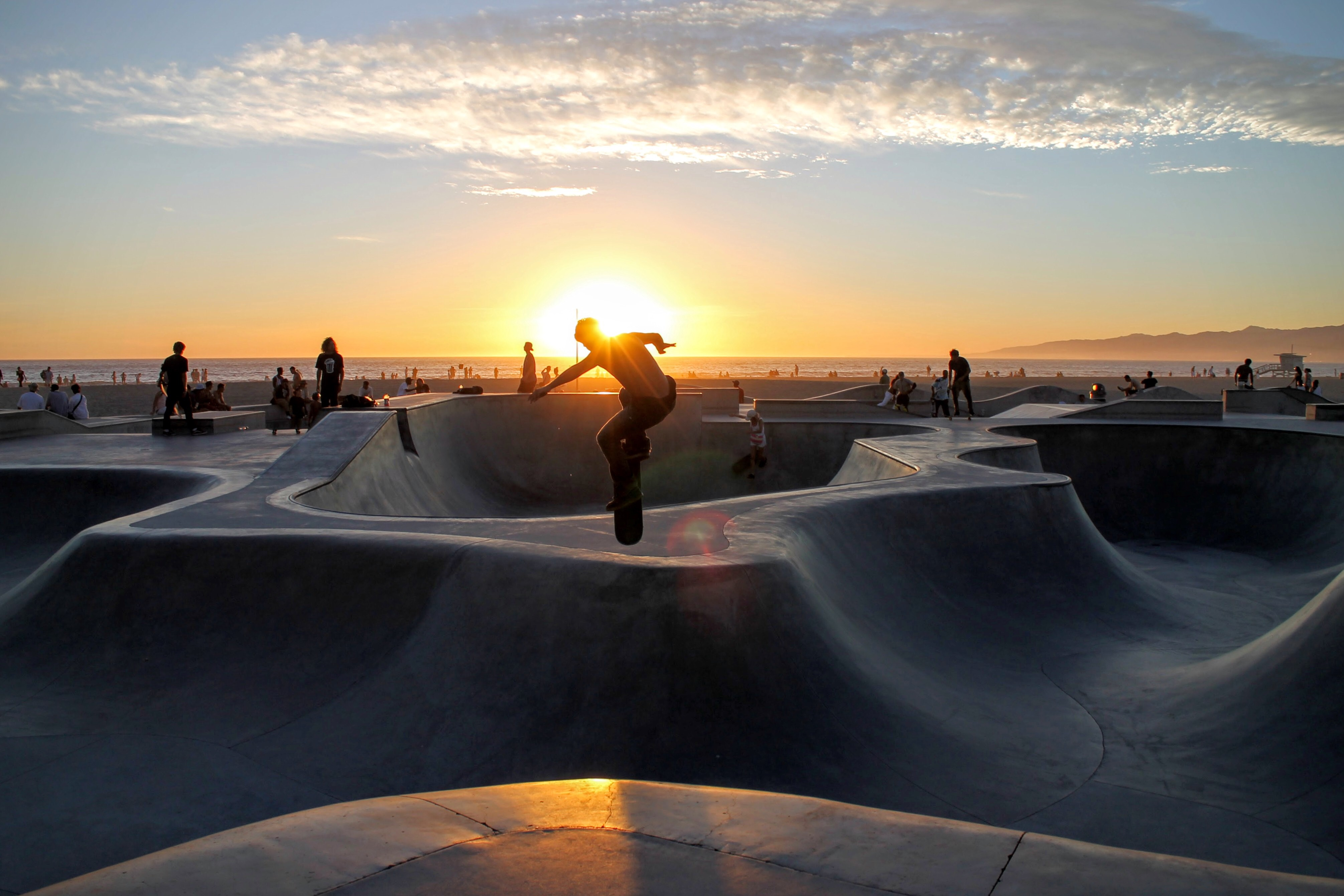
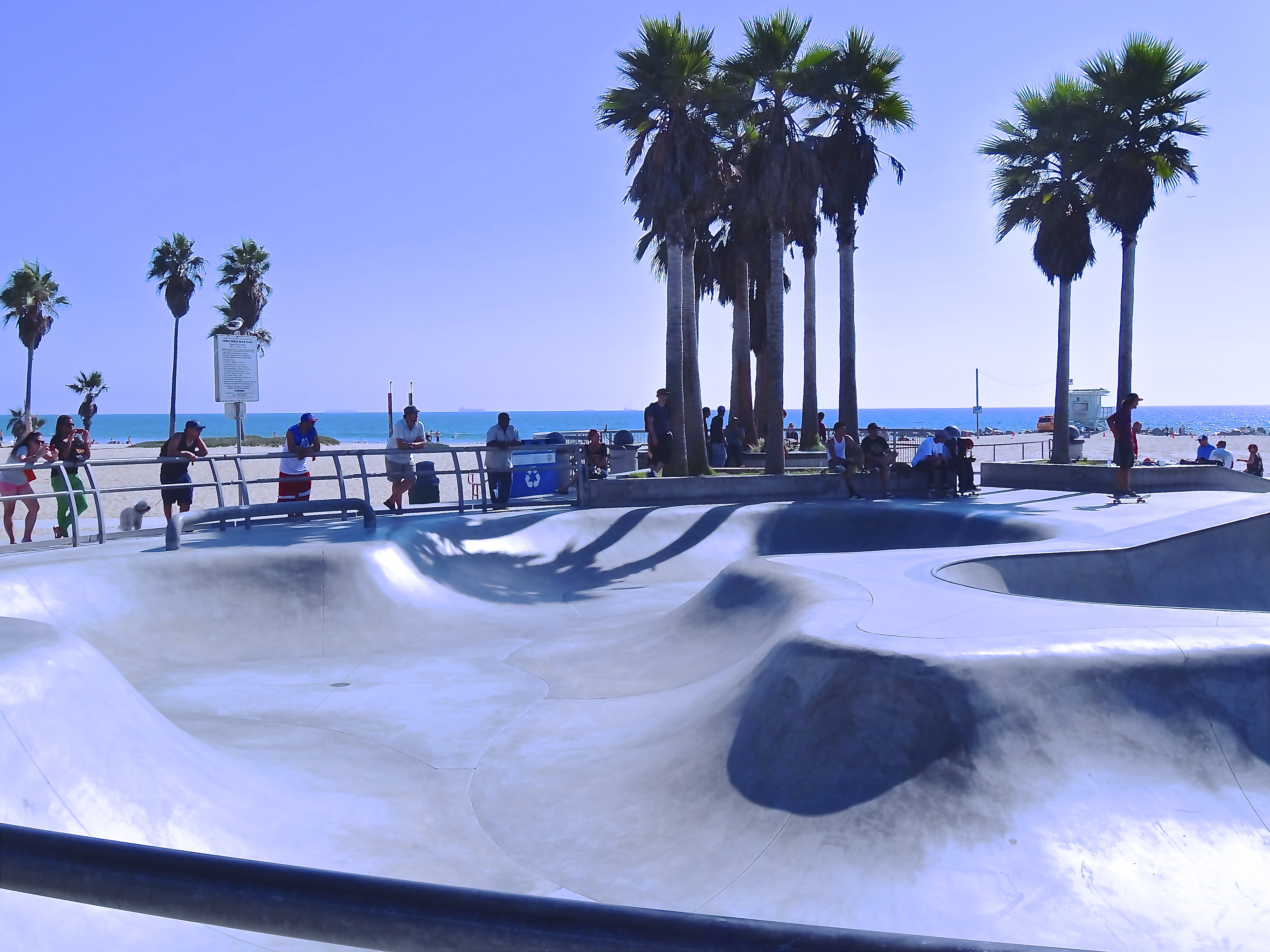
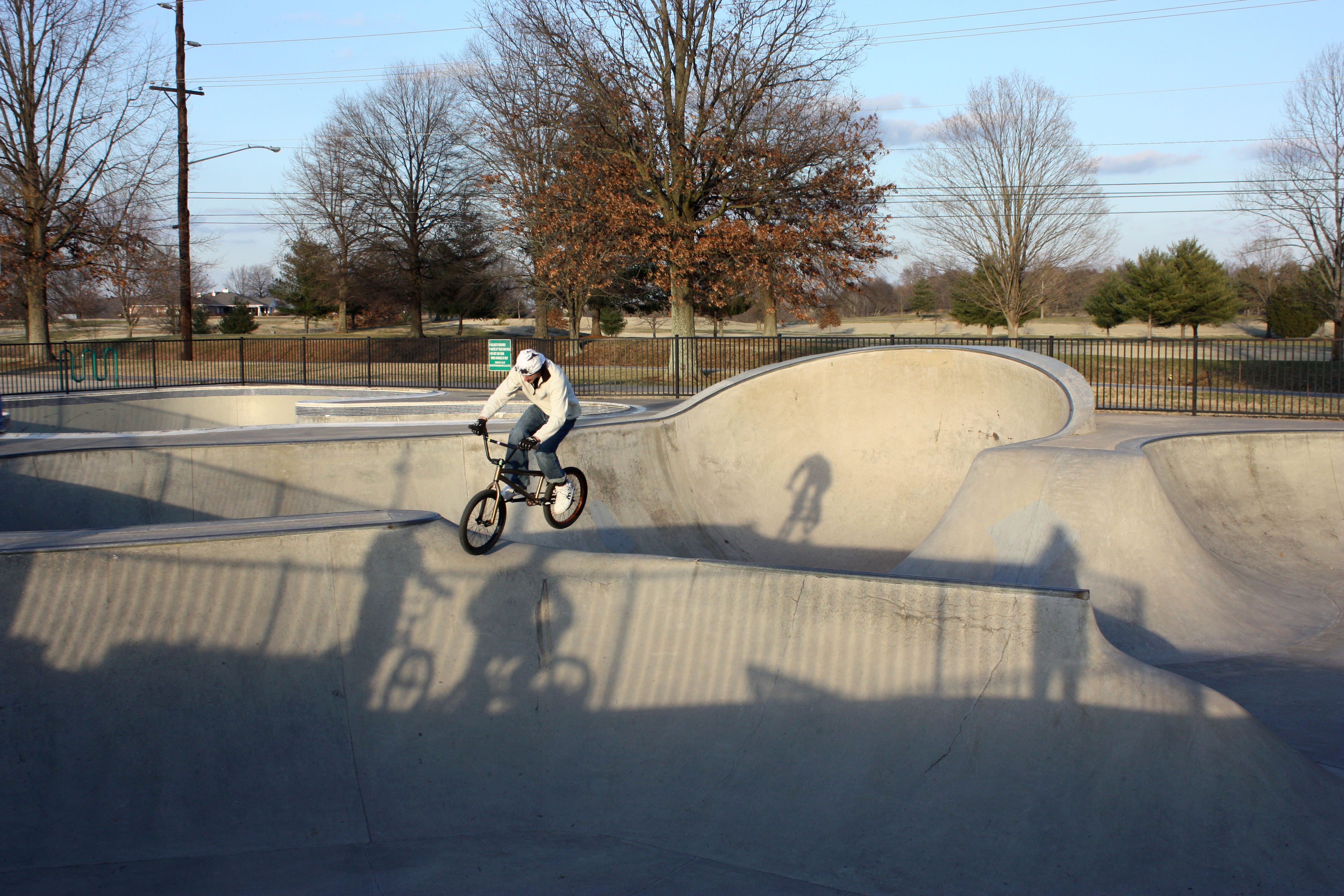
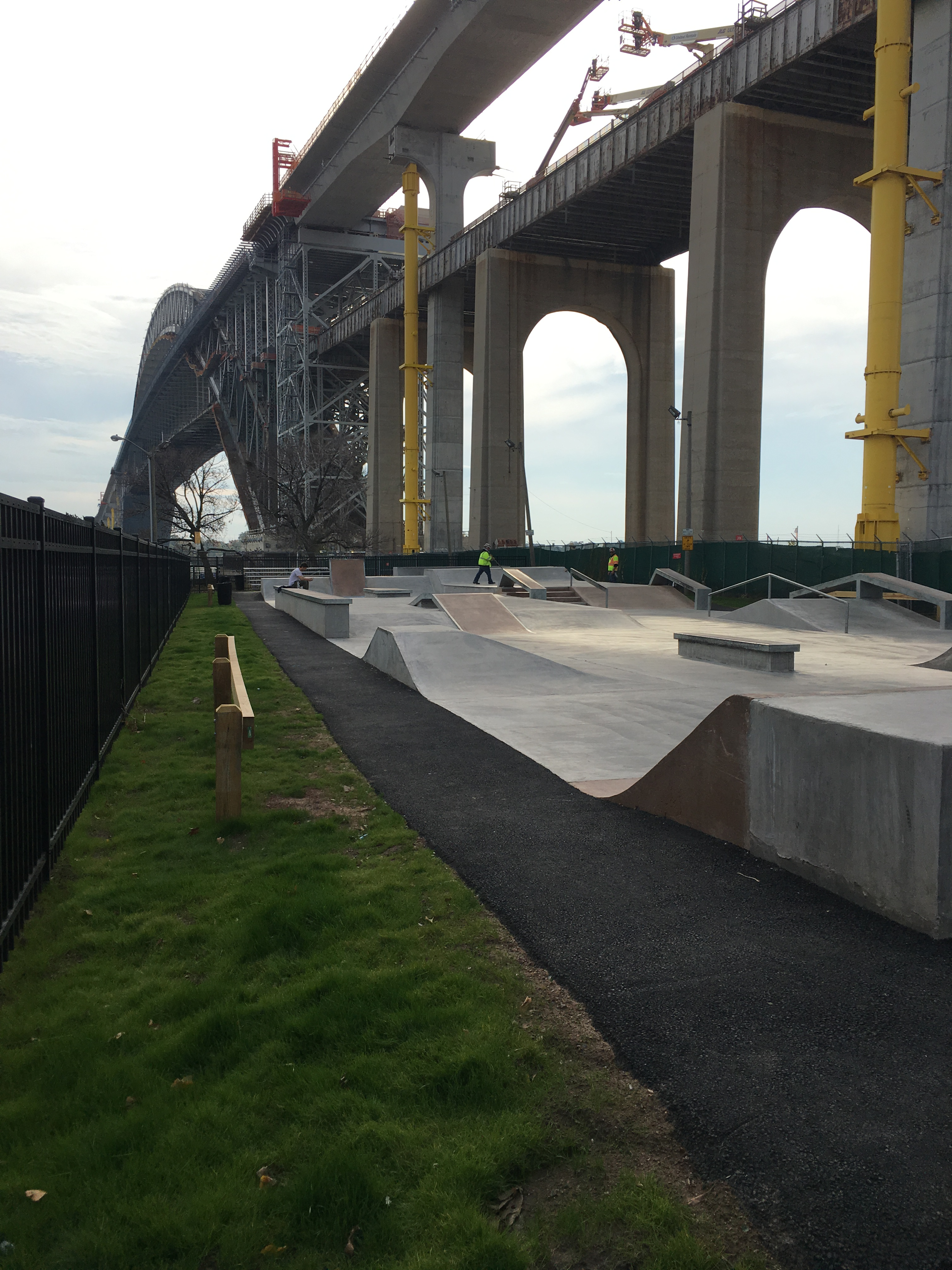
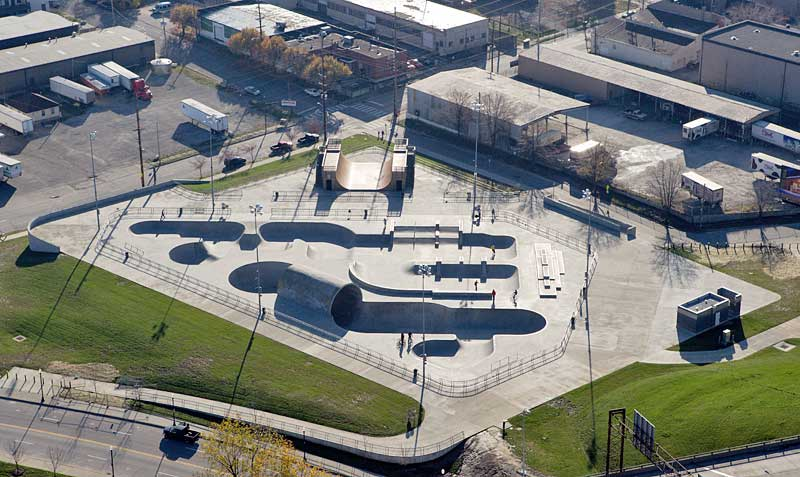
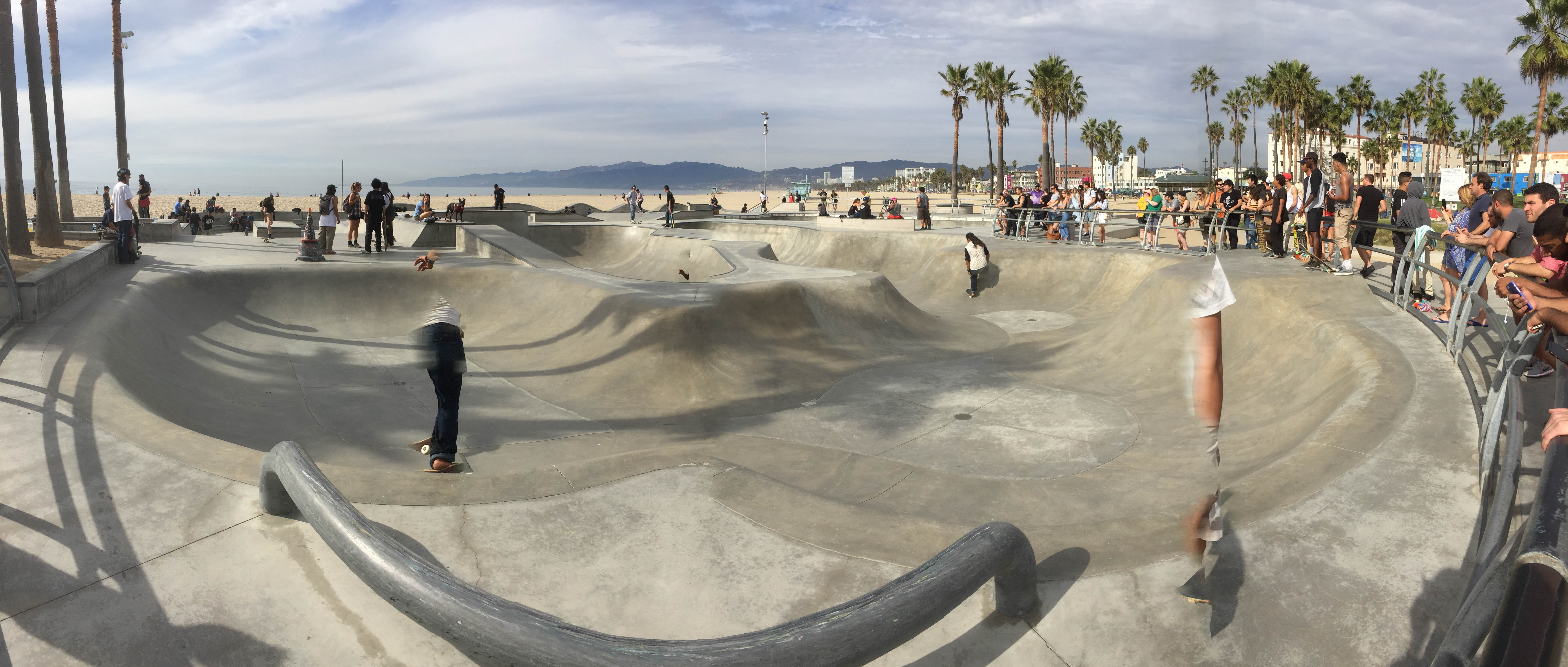
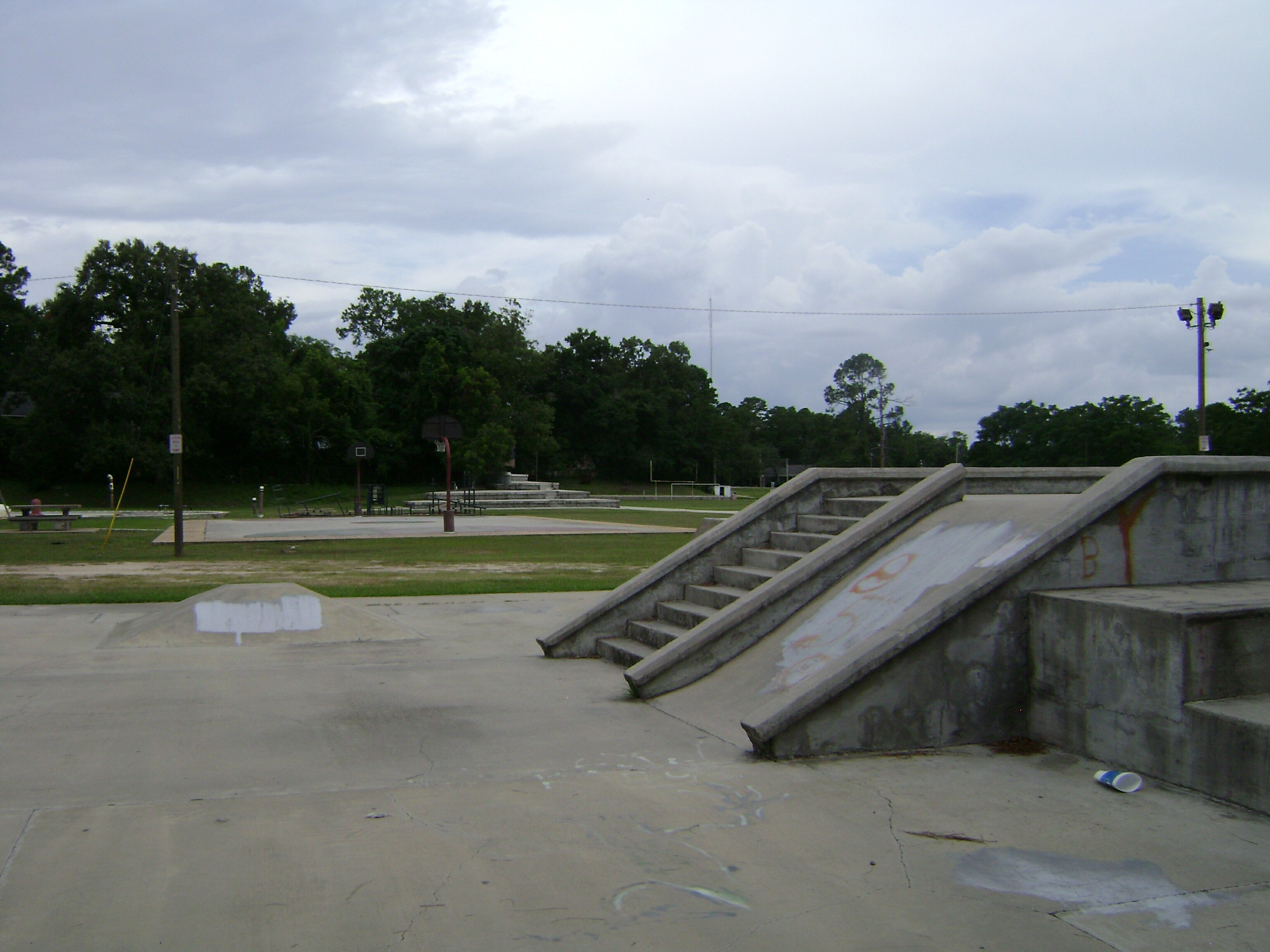
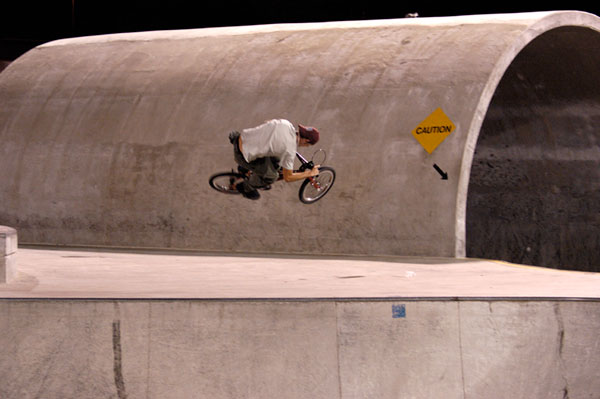
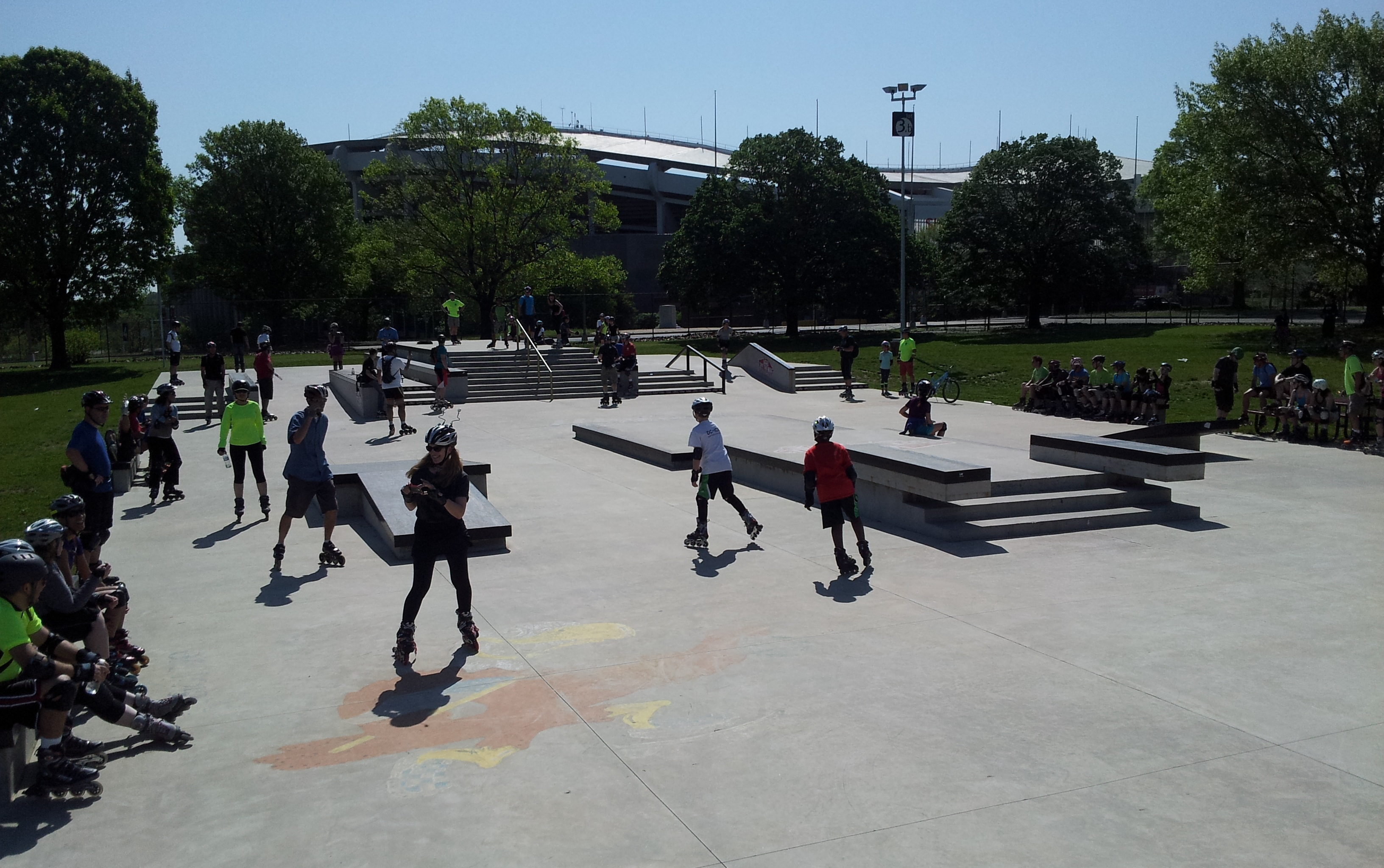
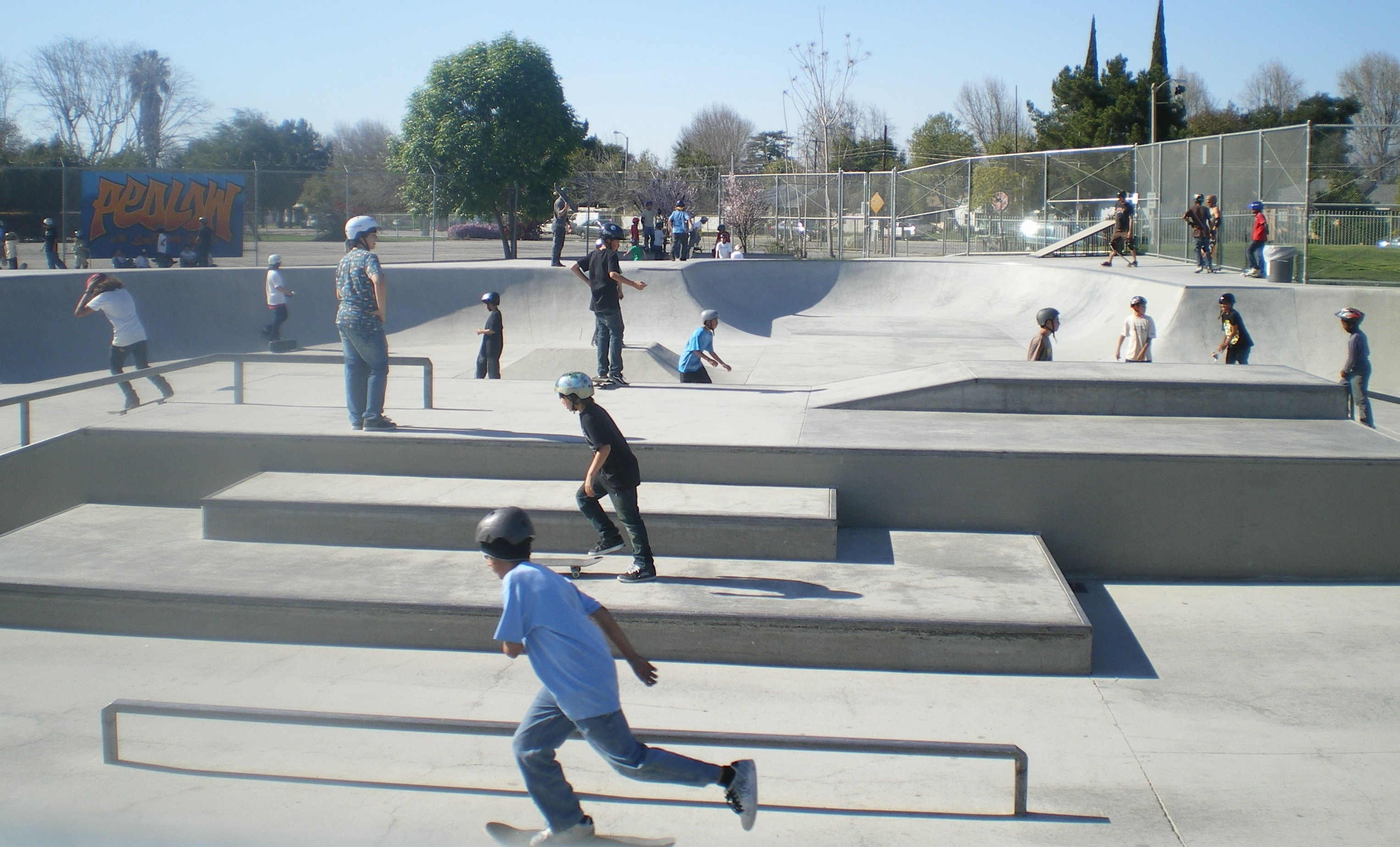
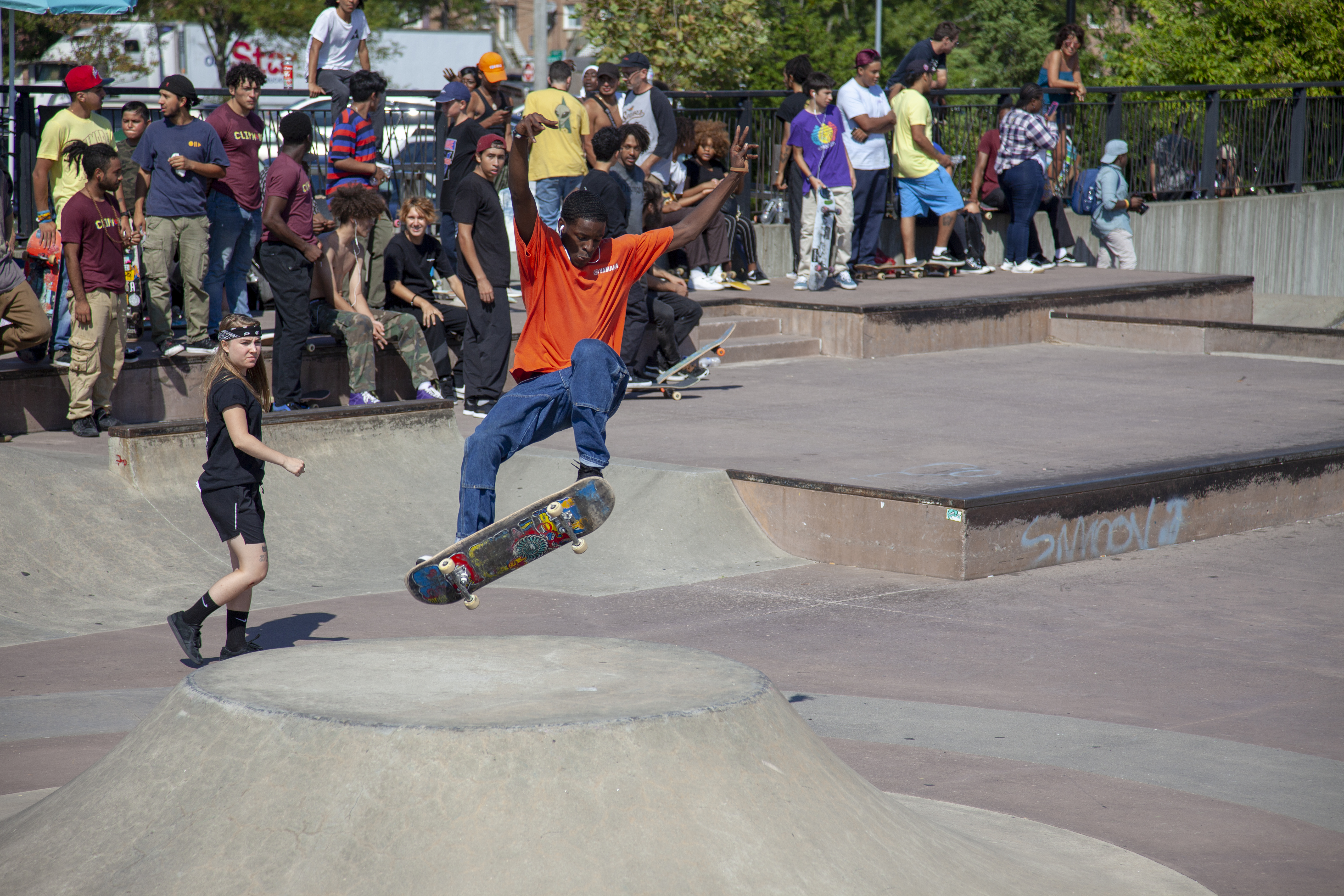